# الروضة العليا

تعديل مصدري - تعديل

الروضة العليا هي إحدى قرى عزلة جعار بمديرية خنفر التابعة لمحافظة أبين، بلغ تعداد سكانها 88 نسمة حسب تعداد اليمن لعام 2004.